# Termes-d'Armagnac
Termes-d'Armagnac är en kommun i departementet Gers i regionen Occitanien i sydvästra Frankrike. Kommunen ligger i kantonen Aignan som tillhör arrondissementet Mirande. År 2022 hade Termes-d'Armagnac 199 invånare.

## Befolkningsutveckling
Antalet invånare i kommunen Termes-d'Armagnac
Referens:INSEE